# 艾阿拉比體育會 (科威特)
艾阿拉比體育會（英語：Al-Arabi Sporting Club）是一支位於科威特的體育俱樂部，位於科威特城的Mansuriya地區。最知名的部分是科威特超級聯賽中的足球隊伍。成立於1953年初時被命名為「Al-ʿUrūba」，1960年改名為艾阿拉比體育會。艾阿拉比在2008年奪得科科威特酋長盃冠軍，成為第一支參加亞洲足協盃的科威特球隊。艾阿拉比擁有多項本土獎項，是科威特球隊中擁有最多。艾阿拉比體育會的主場是位於科威特城市區的沙巴阿爾薩勒姆體育場 ，是科威特第二大體育場。

## 榮譽

### 本土
- 科威特超級足球聯賽[3]

 冠軍： (17) 1961–62, 1962–63, 1963–64, 1965–66, 1966–67, 1969–70, 1979–80, 1981–82, 1982–83, 1983–84, 1984–85, 1987–88, 1988–89, 1992–93, 1996–97, 2001–02, 2020–21
 亞軍： (13) 1967–68, 1968–69, 1970–71, 1972–73, 1973–74, 1978–79, 1980–81, 1986–87, 1989–90, 2002–03, 2003–04, 2014–15, 2022–23
- 科威特酋長盃

 冠軍： (16) 1961–62*, 1962–63, 1963–64, 1965–66, 1968–69, 1970–71, 1980–81, 1982–83, 1991–92, 1995–96, 1998–99, 1999–00, 2004–05, 2005–06, 2007–08, 2019–20
 亞軍： (13) 1964–65, 1966–67, 1967–68, 1969–70, 1971–72, 1973–74, 1989–90, 1990–91, 1994–95, 1997–98, 2008–09, 2015–16, 2017–18
- 科威特王儲盃

 冠軍： (9) 1995–96, 1996–97, 1998–99, 1999–00, 2006–07, 2011–12, 2014–15, 2021–22, 2022–23
 亞軍： (5) 2002–03, 2009–10, 2012–13, 2013–14, 2019–20
- 科威特超級盃:

 冠軍： (3)  2008, 2012, 2021
 亞軍：  (1) 2020
- 科威特聯賽（英语：Kuwait Joint League）

 冠軍： (5) 1969–70, 1970–71, 1971–72, 1984–85, 1988–89
- 科威特聯合會盃

 冠軍： (8) 1969–70, 1978–1979, 1995–96, 1996–97, 1998–99, 1999–00, 2000–2001, 2013–14
 亞軍：  (3) 2009–10, 2012–13, 2021-22
- 胡拉菲盃（英语：Al Kurafi Cup）

 冠軍： (3) 1998–99, 2000–01, 2001–02
 亞軍： (2) 2003–04, 2005–06

### 國際
- 海灣球會盃

 冠軍： (2) 1982, 2003
 亞軍： (3) 1983, 1985, 1994
- 阿拉伯球會冠軍盃

 亞軍： (1) 2012–13